# (5859) Ostozhenka
(5859) Ostozhenka (1979 FD2) – planetoida z pasa głównego asteroid okrążająca Słońce w ciągu 3,79 lat w średniej odległości 2,43 j.a. Odkryta 23 marca 1979 roku.